# Wolfgang Pfleiderer
Wolfgang Pfleiderer (ur. 22 lipca 1927 w Esslingen, zm. 20 stycznia 2018) – niemiecki chemik-organik specjalizujący się w chemii pterydyn i kwasów nukleinowych.
Pod koniec II wojny światowej, będąc uczniem szkoły średniej, został powołany do wojska i odniósł poważne obrażenia: stracił lewe przedramię i prawy kciuk. Pomimo kalectwa ukończył szkołę (1946) i studia chemiczne na Technische Hochschule Stuttgart, uzyskując doktorat na podstawie pracy dotyczącej chemii pterydyn (promotor: prof. Hellmut Bredereck). Ten obszar badań interesował go przez całe życie. W 1958 r. odbył roczny staż naukowy na Uniwersytecie Princeton pod kierunkiem prof. Edwarda C. Taylora, a w 1965 r. przez pół roku pracował w Australijskim Uniwersytecie Narodowym. W 1967 r. został jednym z założycieli Wydziału Chemii na Uniwersytecie w Konstancji. Kontynuował badania związków heterocyklicznych, przede wszystkim pochodnych pterydyn. Drugim obszarem jego badań stała się chemia kwasów nukleinowych. Jego znaczącym wkładem w chemiczną syntezę oligonukleotydów było opracowanie zastosowania grupy p-nitrofenyloetylowej (O
2NC
6H
4−CH
2CH
2⋯) jako grupy ochronnej. Badał też właściwości przeciwwirusowe modyfikowanych kwasów nukleinowych, zawierających ugrupowanie 2'-5' fosfodiestrowe zamiast naturalnego wiązania 3'-5'. Jest autorem >700 artykułów naukowych, książek i patentów. Wypromował >80 doktorów. 
W 1982 r. Kolegium Trójcy Świętej w Dublinie nadało mu tytuł doktora honoris causa. 